# Microsoft Certified Partner
Un Microsoft Certified Partner (MCP) è un'azienda che fornisce prodotti o servizi relativi a Microsoft o supporto per tali. Fa parte del Microsoft Partner Network.
Microsoft ha confermato che sono ufficiali, funzionano in modo efficace e aiutano i clienti con una gamma di progetti IT (Information Technology) e prodotti e servizi specifici. Sebbene non siano accreditati per fornire supporto allo stesso livello di un Microsoft Gold Certified Partner per i servizi di supporto, molti MCP offrono supporto come parte dei loro servizi.
Gli MCP forniscono servizi Microsoft per conto di Microsoft in tutto il mondo, coprendo molti campi tra cui OEM (Original Equipment Manufacturer ), istruzione, fornitori di software e supporto tecnico. Hanno accesso 24 ore su 24 al supporto Microsoft, che consente loro di fornire un'assistenza clienti affidabile. Ogni MCP è in attività da almeno 5 anni, ha superato diversi test e ha dimostrato abilità nel loro campo particolare. Microsoft premia questi partner con sconti sugli strumenti applicabili alle loro attività. Ad esempio, nel campo dell'istruzione ciò potrebbe assumere la forma di licenze per Microsoft Windows e Microsoft Office.
In cambio della partecipazione al programma, i partner ottengono servizi di supporto e strumenti da Microsoft, spesso con uno sconto significativo rispetto ai prezzi al dettaglio. Tuttavia, nel corso della durata del contratto, alcuni rischi vengono trasferiti da Microsoft all'MCP in cambio dei vantaggi dell'associazione con Microsoft e della capacità di vendere i servizi di supporto.

## Microsoft Gold Certified Partner
I Microsoft Gold Certified Partner sono i fornitori di supporto tecnico indipendenti più accreditati di Microsoft. Devono offrire supporto per la gestione dei dati e lo sviluppo del software. Diventare partner richiede l'uso della tecnologia Microsoft come piattaforma principale per l'azienda.

## Microsoft Certified Training Partner
Un Microsoft Certified Training Partner è un'azienda di formazione IT, indipendente e non di proprietà di Microsoft, ufficialmente approvata da Microsoft per fornire formazione tecnica e competenze per i prodotti Microsoft che fanno parte del programma MCP.
Il contenuto dei corsi di formazione IT forniti dalle società di Microsoft Certified Training Partner è certificato da Microsoft per quanto riguarda l'accuratezza delle istruzioni impartite. Per ricevere la certificazione, un Microsoft Certified Training Partner deve dimostrare un'ampia gamma di competenze nei prodotti Microsoft. Gli istruttori certificati Microsoft devono avere esperienza nel mondo reale nei prodotti Microsoft e possedere le attuali certificazioni IT Microsoft.

### Microsoft Certified Training Partner levels
Microsoft Certified Training Partner è il livello base del programma Microsoft Certified Training Partner. Hanno pagato una quota per ottenere la certificazione e devono pagare per utilizzare gli strumenti e il supporto Microsoft.
LMicrosoft Gold Certified Partner è il livello più alto del Microsoft Certified Partner Program. Queste aziende hanno libero accesso agli strumenti e al supporto di cui hanno bisogno da Microsoft.